# Cantonul Obwald
Cantonul Obwald (Obwald e numele francez; pronunția în limba germană:  Obwalden (ajutor·info)) este un canton al Elveției. Este aflat în centrul țării, are o populație de 33.300 de locuitori și are capitala la Sarnen.

## Istorie
Primele așezări din Obwald datează din perioada celților și a romanilor. După 700, alemanii au migrat în această zonă. În 1291 Obwald și Nidwald împreuă cu Uri și Schwyz au format o alianță, baza Eleției de astăzi.
În 1403 Obwald împreună cu Uri au invadat zona Leventina (astăzi în cantonul Ticino) pentru obținerea de noi piețe pentru brânză și vite. Aproximativ 1500 de locuitori au lucrat ca soldați mercenari. În timpul ocupației napoleoniene dintre 1798 și 1803 Obwald și-a pierdut independența, însă, pentru prima dată, oamenii obișnuiția au primit drepturile politice fundamentale. În 1815, mănăstirea Engelberg și comuna cu același nume s-au alăturat Obwaldului.

## Economie
Firmele de dimensiuni mici și mijlocii domină economia cantonului, multe speciaizate pe domenii precum motoare miniaturizate, echipament medical sau nanotehnologie.
Domeniile tradiționale sunt încă foarte importante, în special industria lemnului, precum și agricultura. Aceasta este specializată pe produsele lactate și pe producția de carne.
Turismul este un sector important. Multe facilități construite pentru turism sunt acum folosite de populația și industria locală. Un sfert din populație este direct sau indirect angajată în sectorul turistic.

## Turism
Localizarea sa în centrul Elveției a permis Obwaldului să devină o importantă destinație turistică în secolul al XIX-lea. Principalelle atracții sunt munții Pilatus și Titlis, Sporturile de iarnă, în special schiatul și snowboardingul atrag cei mai mulți turiști. Principalele stațiuni sunt Engelberg, Melchsee-Frutt, Lungern-Schönbüel, Mörlialp și Langis. Vara, se practică în special drumețiile.